# Chlorissa mathewi
Chlorissa mathewi là một loài bướm đêm trong họ Geometridae.